# Eurygaster fokkeri
Eurygaster fokkeri, auch Alpen-Schildwanze genannt, ist eine Wanze aus der Familie der Schildwanzen (Scutelleridae).

## Merkmale
Die Wanzen werden 8,5 bis 10,0 Millimeter lang. Ihre Fühler sind hellbraun, die letzten beiden Glieder sind schwarz. Der Halsschild hat halbkreisförmig abgerundete Seiten. Das Schildchen (Scutellum) trägt in den Ecken keine Schwielen und hat einen nur schwach angedeuteten Kiel. Der Hinterleib ist am Rand (Connexivum) breit und überragt das Schildchen zur Seite. Die Beine sind schwarz gefleckt.

## Vorkommen und Lebensraum
Die Art ist im Alpenraum verbreitet. Sie ist in Deutschland im Allgäu und in den bayerischen Alpen und Voralpen nachgewiesen, in Österreich  in Tirol und Oberösterreich. Sie kann lokal häufig auftreten.
Eurygaster fokkeri besiedelt grasreiche Weg- und Waldränder und auch Lichtungen.

## Lebensweise
Die Wanzen leben an Süßgräsern (Poaceae), insbesondere an Reitgräsern (Calamagrostis). Die Imagines und älteren Nymphen ernähren sich aber vermutlich polyphag. In der Regel überwintern die Imagines, möglicherweise aber auch ältere Nymphen, die man manchmal auch noch im Herbst antreffen kann.

## Belege